# Баган (станция)
Баган — железнодорожная станция Омского региона Западно-Сибирской железной дороги. Расположена в Новосибирской области, в районном центре селе Баган. Оборудована подъездными путями, стрелочными переводами, железнодорожными переездами. Имеется двухэтажное здание вокзала площадью 840 м². Открыта в 1917 году. По данным на 2023 год, принимает поезда дальнего следования пяти направлений. Проводятся посадка и высадка пассажиров, работа с грузами, приём и выдача багажа.

## Описание
Станция Баган расположена в одноимённом селе, административном центре Баганского сельсовета и Баганского района Новосибирской области, на 170-м километре ветки Татарская — Кулунда, на участке от Татарской до Осолодино, между остановочными пунктами 162 км и Савкино. Между Савкино и Баганом ранее находились сейчас уже не функционирующие остановочные пункты 178 км и Батурки. Расстояние до станции Татарской составляет 169,5 км, до Осолодино — 43 км. На станции присутствуют подъездные пути, отходящие на территорию элеватора со складскими помещениями. Имеются пять железнодорожных переездов, оборудована стрелочными переводами. Один путь, в нечётную сторону, отходит в сторону станции Купино, три (один из них немного позже примыкает ко второму) — в сторону Савкино. На перегонах до Купино и Осолодино весной проводятся мероприятия по отводу поверхностных вод во время таяния снега. При станции ведётся хозяйство автоматики и телемеханики, по данным осмотра 2015 года отнесённое к неблагополучным. С северной стороны путей расположены платформа и вокзал. Станция расположена по адресу: улица Вокзальная, 18. Пути не электрифицированы. Работники станции имеют свой профсоюз.
Вокзал станции Баган расположен по адресу: улица Пристанционная, дом 2а. Способен принять до 200 человек за раз, суточный пассажирооборот составляет 50 пассажиров, грузооборот — 10 тыс. тонн в сутки (по состоянию на 2011). Здание имеет два этажа. Основной строительный материал — кирпич, использовались также сайдинговая и мраморная облицовка. Занимает площадь в 840 м². Оборудован санитарным узлом, залом ожидания (площадь 242 м²), билетными кассами. Отсутствуют комнаты отдыха и камеры для хранения вещей. Есть настилы для пешеходов, по которым осуществляется проход на платформы станции, привокзальная площадь. Обеспечены условия для инвалидов.

## История
Строительство участка линии от станции Татарская началось в мае 1914 года, тогда же как пристанционный основан населённый пункт Баган, первоначально получивший статус посёлка при станции. В 1915 году — после того, как железную дорогу довели до Багана, — была заложена сама станция (первоначально разъезд), при ней появились постройки и водонапорная башня. В 1916 году станция была открыта для поездов с железнодорожниками, затем началось регулярное движение пассажирских поездов на участке от Татарской до станции Карасук, а также товарно-пассажирское движение. Окончательно же открыта в 1917 году. В том же году было открыто пассажирское движение по железнодорожной ветке, на которой она расположена. В год открытия станции посёлок при ней получил статус села.
Название станции идентично населённому пункту, в котором она расположена. Происходит из казахского языка, в переводе обозначает заболоченную и заросшую камышами местность. В тюркских языках это слово имеет значение «болото».
Согласно «Списку населённых мест Сибирского края» (1928), в котором приведены данные 1926 года, станция находилась в полосе отчуждения (то есть на участке вдоль железнодорожных путей, который находился в ведении железной дороги). Непосредственно при станции было 7 хозяйств, где проживало 28 человек: 10 мужчин и 18 женщин, преобладающая национальность — русские. Относилась станция к Купинскому району Барабинского округа.
В 1959 году на станции Баган была расконсервирована электростанция, вновь началась её работа. В 1979 году было построено здание вокзала, по принятой классификации отнесённое к III классу и способное принять до 120 человек за раз. В 1970-х и 1980-х годах были установлены централизованные стрелочные переводы вместо ручных, началась эксплуатация тепловозов.
В 2004 году вокзал был произведён капитальный ремонт вокзала. К тому времени пассажиропоток по данным за прошедшие 10 месяцев превысил 14 500 пассажиров. В 2016 году был произведён ремонт покрытия на посадочной платформе. В мае 2022 года на станции прошли антитеррористические учения силовых структур и властных органов.

## Коммерческие операции

### Грузовое сообщение
Станция принимает и выдаёт все типы грузов как мелкими, так и повагонными отправками; среди грузов распространены уголь, щебень и зерновые культуры; по объёму выполняемой работы отнесена к 5-му классу.

### Пассажирское сообщение
Осуществляется приём и выдача багажа. Пассажирское сообщение по станции включает в себя пять пар пассажирских поездов дальнего следования: 077/078Ы, направляющийся от Москвы до Абакана, 627/628, ходящий от Новосибирска до Кулунды и обратно, 093/094 по маршруту Нижневартовск — Барнаул, 095/096Н Барнаул — Москва и поезд под номером 623/624Н, курсирующий по маршруту от Барнаула до Татарской. Пригородные поезда не ходят. Нормативное время стоянки составляет не менее трёх и не более восемнадцати минут, для поездов от Барнаула до Нижневартовска и Татарской, а также Москва — Абакан — в среднем пять минут.